# 라인드라이브 아웃
라인드라이브 아웃은 타자가 친 공이 일직선으로 빠르게 날아가 야수들에게 잡히는 아웃이다.